# Judith Lowry
Judith Ives (Fort Sill, Oklahoma, VS, 27 juli 1890 - New York, New York, VS, 29 november 1976) was een Amerikaans actrice.
In de herfst van haar carrière speelde ze de rol van Sally 'Mother' Dexter in de serie Phyllis. Ook speelde ze gastrollen in onder meer Kojak en Maude.
Ze was getrouwd met acteur Rudd Lowry. Ze overleed op 86-jarige leeftijd aan een hartaanval, kort na het filmen van haar laatste aflevering van Phyllis. Ze trouwde in die aflevering met het personage van Burt Mustin, die overigens kort na Lowry overleed.

## Filmografie
- The Miracle of Morgan's Creek (1944) - Verpleegster (Niet op aftiteling)
- 13 Rue Madeleine (1947) - Boerin (Niet op aftiteling)
- Studio One Televisieserie - Rol onbekend (Afl., Thunder on Sycamore Street, 1954)
- The Phil Silvers Show Televisieserie - Josie (Afl., Miss America, 1956)
- Diagnosis: Unknown Televisieserie - Grammie (Afl., The Case of the Elder, 1960)
- The Miracle Worker (1962) - 1st Crone (Niet op aftiteling)
- Ladybug Ladybug (1963) - Grootmoeder
- Andy (1965) - Rol onbekend
- The Patty Duke Show Televisieserie - Miss Tansy (Afl., It Takes a Heap of Livin', 1965)
- The Trouble with Angels (1966) - Zuster Prudence
- The Jackie Gleason Show Televisieserie - Oude dame (Afl., The Honeymooners: Run, Santa, Run, 1966)
- The Tiger Makes Out (1967) - Rol onbekend
- Valley of the Dolls (1967) - Tante Amy (Niet op aftiteling)
- Dark Shadows Televisieserie - Hands of Cassandra (Episode 1.498, 1968)
- The Night They Raided Minsky's (1968) - Moeder Annie
- Sweet Charity (1969) - Oude dame op parkbankje (Niet op aftiteling)
- Popi (1969) - Oudere patiënt in ziekenhuis (Niet op aftiteling)
- On a Clear Day You Can See Forever (1970) - Rol onbekend (Niet op aftiteling)
- Husbands (1970) - Stuarts oma
- Cold Turkey (1971) - Odie Turman
- The Anderson Tapes (1971) - Mrs. Hathaway
- The Effect of Gamma Rays on Man-in-the-Moon Marigolds (1972) - Nanny
- Superdad (1973) - Moeder Barlow
- Maude Televisieserie - Tante Polly (Afl., Nostalgia Party, 1974)
- Maude Televisieserie - Judith (Afl., The Election, 1975)
- Kojak Televisieserie - Lily Weed (Afl., A Long Way from Times Square, 1975)
- Phyllis Televisieserie - Sally 'Mother' Dexter (17 afl., 1975-1977)

- Library of Congress Control Number: no89004382
- SNAC: w6jr50xc
- Virtual International Authority File: 66025410
- WorldCat: E39PBJx4mPqBMq7jTvJWtpqbBP